# 満願寺 (横浜市)
満願寺（まんがんじ）は、神奈川県横浜市青葉区あざみ野四丁目にある真言宗豊山派の寺院である。

## 創建
創建は不明だが、江戸時代初期と推定される。

## 境外仏堂
保木薬師堂は満願寺の境外仏堂にあたる。

## 概略
満願寺には現在、山門と本堂があり、本堂の前には、修行中の弘法大師の銅像がある。
寺紋は丸に輪違いである。
満願寺は増上寺の裏鬼門に当たるとされ、江戸幕府にとってはとても重要な寺であり、寺が所在する石川村は幕府2代将軍の徳川秀忠の正室である江姫の化粧料であった。そのため彼らの位牌が安置されている。

## 交通
東急田園都市線あざみ野駅より「満願寺」停留所下車、徒歩3分（坂を登った住宅地の中にある。）